# ولتهیم
ولتهیم (به آلمانی: Veltheim) یک شهر در آلمان است که در نیدرزاکسن واقع شده‌است.

## خصوصیات
ولتهیم ۸٫۴۴ کیلومترمربع مساحت دارد ۱۳۰ متر بالاتر از سطح دریا واقع شده‌است.